# Grand lac Saint-François
Grand lac Saint-François är en sjö i Kanada.   Den ligger i regionen Chaudière-Appalaches och provinsen Québec, i den sydöstra delen av landet, 400 km öster om huvudstaden Ottawa. Grand lac Saint-François ligger 283 meter över havet. Arean är 51 kvadratkilometer. Den sträcker sig 22,2 kilometer i nord-sydlig riktning, och 13,6 kilometer i öst-västlig riktning.
I omgivningarna runt Grand lac Saint-François växer i huvudsak blandskog. Runt Grand lac Saint-François är det mycket glesbefolkat, med 7 invånare per kvadratkilometer.